# Pap Éva (szobrász)
Farkas-Pap Éva (Békéscsaba, 1980. május 1. –) szobrászművész

## Életpályája
1994 és 1998 között a Békéscsabai Evangélikus Gimnáziumban tanult, tanárai Udvardy Anikó és Széri-Varga Géza voltak. 1999 és 2001 között az ELTE BTK Egyiptológia szakára járt, majd 2001 és 2007 között a budapesti Magyar Képzőművészeti Egyetem hallgatója volt, ahol Farkas Ádám volt a mestere.
2008 és 2011 között tanárként és kollégiumi nevelőként dolgozott, 2011-től 2013-ig a Győri Nemzeti Színház díszletműhelyében szerzett tapasztalatot.
2013-ban alapította a Misija Design márkát, melynek tervezőjeként azóta is aktívan dolgozik. 2014-ben hazai márka vezetőjeként az elsők között volt, aki az akkor úttörőnek számító social design kezdeményezések szellemében fogyatékkal élőket vont be a gyártásba, a Salva Vita Alapítvány előremutató projektjeinek köszönhetően. Akkor kezdődött az együttműködés az Összefogás az Egyenlő Esélyekért Nkft.-vel, ami egy mai napig élő munkakapcsolattá vált.
2019-ben tért vissza a tanításhoz, és 2021-ig, kisebbik gyermeke születéséig szobrászatot tanított a Győri Tánc- és Képzőművészeti Iskolában. 2023-tól a győri Széchenyi Egyetem Építészmérnöki karának óraadó tanára.
Jelenleg Győrben él, szobrászként dolgozik és a Misija Design márkát vezeti, aktív résztvevője a hazai dizájn és  művészeti életnek. Férje Farkas Vajk üvegművész, gyermekei 2016-ban és 2021-ben születtek.

## Kiállításai

### Egyéni kiállítások
- 2024 ÖSSZEADÁS ± KIVONÁS[2] – Farkas Vajk üvegművésszel, Rómer Flóris Művészeti Múzeum, Győr
- 2023 SÚLYPONTOK | A DISZTÓPIA MEGSZELÍDÍTÉSE, Műcsarnok, Budapest[3](FRISSEN 2023)
- 2022 NÉZZ NAGYON KÖZELRŐL – Enzsöly Kingával közösen, ISBN Galéria Budapest
- 2014 Kiállítás Farkas Vajk üvegművésszel, Mezőberény, Orlai Petrics Soma Galéria
- 2014 Pontok, Mosonmagyaróvár, Flesch Galéria ’94
- 2011 Átlát(sz)ó – Farkas Vajk üvegművésszel, Lamberg-kastély galériája, Mór
- 2009 Báb/Szobor kiállítás, Park Galéria, Mór
- 2006 Könnyű álmok, Park galéria, Mór
- 2004 Levelek a Dunának („tájinstalláció”), Margit sziget, Budapest

Csoportos kiállítások (válogatás)
- 2022 Ezerszínű fa – a Magyar Bútor és Faipari Szövetség kiállítása, FISE Galéria, Budapest
- 2022 Őszi Tárlat, Győr, Rómer Flóris Múzeum
- 2022 Nemzetközi Groteszk Képző- és Iparművészeti Kiállítás, Műcsarnok, Budapest
- 2021 Felfedezők 4.0 / Explorers 4.0 – A Budapest Art Mentor kiállítása, Képező, Budapest
- 2021 Kontaktusok – V. Szobrászbiennálé, Művészetmalom, Szentendre
- 2021 Formák – Formarendek, ÚjMűhely Galéria, Szentendre
- 2020 Őszi Tárlat, Győr, Rómer Flóris Múzeum
- 2019 Kultlab50+, Győr, Rómer Flóris Múzeum
- 2018 Transzparens terek, Gödöllő, GIM-Ház
- 2017 FISE és a Segítő Vásárlás, FISE Galéria, Budapest
- 2016 Kozma Lajos ösztöndíjasok kiállítása, FISE Galéria, Budapest
- 2015 Farkas Ádám életmű kiállításának kísérőtárlata, Művészetmalom, Szentendre
- 2015 Itt és most, Műcsarnok, Budapest
- 2015 I. Országos Kisplasztikai Quadriennále, JPM Modern Magyar Képtár, Pécs
- 2014 Szobrász Biennále, Művészetmalom, Szentendre
- 2014 Labirintus, Művészetmalom, Szentendre
- 2013 Art Expo Friss, Művészetmalom, Szentendre
- 2011 A Kettőspont Művészeti Egyesület kiállítása, Régi Művésztelepi Galéria, Szentendre
- 2011 Kortárs művészeti kiállítás, Galerie ARTATAK, Prága
- 2010 „Továbbított üzenet” – a Képző- és Iparművészeti Szakközépiskola 36 művésztanárának kiállítása mestereik és tanítványaik körében, Budapest Galéria Kiállítóháza
- 2007 Országos Érembiennálé, Sopron
- 2006 Préspanoráma, Közép-Európai Kulturális Intézet, Budapest
- 2005 Országos Kisplasztikai Biennále, Pécs

### Közintézményben látható
- 2006 Szent-Györgyi Albert portrédombormű, SOTE központi épülete,[4] Budapest[5]

## Ösztöndíjak
- 2016, 2019, 2020 és 2023 NKA ösztöndíj
- 2015 és 2017 Kozma Lajos ösztöndíj[6]
- 2006 Reinhold és Carmen Würth ösztöndíj

### Művésztelepek
- 2002     Nemzetközi Zománcművészeti Szimpozion, Kecskemét
- 2004-től Szepezdi Művésztelep, Balatonszepezd
- 2009     Tér-Textil Szimpozion, Mór[7]
- 2010-től "AlmadiART", Balatonalmádi